# Jupta Itoewaki
Jupta Itoewaki (Kawemhakan, 18 februari 1988) is een Surinaams-inheems protagonist, ontwikkelingswerker en politicus. Sinds 2010 werkte ze voor verschillende organisaties voor het behoud van de cultuur en leefomgeving van de Surinaamse oorspronkelijke bewoners. In 2018 richtte ze Mulokot op die de belangen behartigt van het Wayana-volk. Ze is lid van de Amazone Partij Suriname. Tijdens de parlementsverkiezingen van 2020 was ze lijsttrekker in het district Sipaliwini voor de Partij voor Recht en Ontwikkeling (PRO) die haar partij vertegenwoordigde, maar verwierf onvoldoende stemmen achter zich.

## Biografie
Jupta Itoewaki werd geboren in Kawemhakan en groeide daar ook voor een deel op. Na het verdwijnen van de lagere school in haar dorp, door toedoen van de Binnenlandse oorlog, besloot haar familie Jupta in een Saramaccaans pleeggezin in Paramaribo onder te brengen. Ze volgde de mulo, de Algemene Middelbare School en de Academie voor Hoger Kunst- en Cultuuronderwijs in Paramaribo. 
Ze werkt sinds 2010 als zelfstandig tolk-vertaler in het Wayana. Daarnaast werkte ze van 2010 tot 2013 voor het Surinaamse kantoor van het Amazon Conservation Team. Sinds 2017 werkt ze aan projecten van de Vereniging Inheemse Dorpshoofden Suriname (VIDS).
In april 2018 richtte ze samen met hoofdkapitein Ipomadi Pelenapin de stichting Mulokot op, om het Wayana-volk te kunnen vertegenwoordigen. Zij is ook de voorzitter.
In juni 2018 werd ze op voordracht van de VIDS toegelaten tot een stage/opleiding in Genève bij het Hoge Commissariaat voor de Mensenrechten van de Verenigde Naties (OHCHR). Hier kreeg ze trainingen op het gebied van inheemse en algemene mensenrechten zoals grondrechten, zelfbeschikking, vrijwillige, voorafgaande en geïnformeerde toestemming, mechanismen voor rechtsbescherming en traditionele kennis. Haar stage van circa een maand viel samen met de jaarvergadering van het VN-Expertmechanisme van de Rechten van Inheemse Volken (EMRIP).
Gedurende 2019 was zij student aan het The Dalai Lama Center for Ethics and Transformative Values at MIT, Boston USA. Waar ze de opleiding Tranformative Indigenous Leadership met succes heeft gevolgd. Hiervoor heeft ze ook verschillende succesvolle Inheemse communities bezocht in Nicaragua, Kyrgyzstan, Ecuador en Mexico.
Ze vertegenwoordigde haar volk tijdens verschillende protestmanifestaties, zoals in februari 2019 voor Royal Torarica in Paramaribo toen de regering gastheer was van een klimaatconferentie en in april 2019 voor het United Nations Permanent Forum on Indigenous Issues (UNPFII) in New York. In deze gevallen had ze een hand voor de mond geschminkt. Ook hield ze toen een toespraak voor de UNDFII.
Tijdens een klimaatmars in Den Haag in september 2019 was ze een van de sprekers tegenover meer dan 35.000 betogers. Twee maand later hield ze een presentatie tijdens de International Conference for Population and Development (ICPD) in Nairobi, Kenia.
In april 2019 organiseerde ze verschillende krutu's (vergaderingen) van vijf dagen in Kawemhakan, Apetina en Palumeu, met het doel om een gemeenschappelijke visie voor de Wayana-gemeenschappen te ontwikkelen. In 2020, tijdens de coronacrisis in Suriname, vloog ze met Mulokot voeding en medische benodigdheden in voor alle Wayana dorpen om te voorkomen dat inwoners de Franse grens over zouden steken om inkopen te doen onder andere in Maripasoula.
In februari 2020 werd ze samen met Loes Trustfull onderscheiden met een Golden Gavel Award. Deze reikt de stichting Platform Politiek Actieve Vrouwen sinds 2016 uit aan vrouwelijke leiders in de strijd voor bescherming van het milieu. In maart 2020 kreeg zij een onderscheiding (Grani Fiti Ju Moi Misi) van het Nationale Reparatie Commissie Suriname (NRCS), als voorbeeldvrouw van Suriname.
Zij was lid van de Amazone Partij Suriname (APS). Tijdens de verkiezingen van 2020 was zij lijsttrekker in Sipaliwini op de lijst van de Partij voor Recht en Ontwikkeling (PRO) die de APS vertegenwoordigde. De partijcombinatie verwierf echter geen zetels. In november 2022 richtte ze met John Goede en Ruben del Prado de politieke partij VijfNegenZeven Netwerken op.